# Saison 2010-2011 du Vannes OC
Maillots
Chronologie
Saison précédente Saison suivante
La saison 2010-2011 du Vannes Olympique Club, club de football français, voit le club évoluer en Ligue 2, pour la troisième saison consécutive.
L'objectif affiché en début de saison est de terminer dans le milieu de tableau de la Ligue 2. Après une mi-saison difficile et malgré les succès de fin de saison, le Vannes OC est officiellement relégué en National à l'issue de la 37e journée.

## Effectif 2010-2011

### Staff Technique
| Entraîneur              | : Stéphane Le Mignan   |
| Entraîneur adjoint      | : Loic Désiré          |
| Entraîneur des gardiens | : Damien Lechêne       |
| Préparateur physique    | : Hervé Brouard        |
| Kinésithérapeuthe       | : Vincent Malgouzou    |
| Ostéopathe              | : Dominique Huybrechts |
| Intendant               | : Mickaël Le Thuaut    |

### Dirigeants
| Président            | : Michel Jestin    |
| Directeur général    | : Olivier Cloarec  |
| Directeur commercial | : Thierry Gabillet |

### Équipe professionnelle
| N°         | Nat.          | Nom                    | Date de Naissance | Dernier Club                | Sélection nationale |
| ---------- | ------------- | ---------------------- | ----------------- | --------------------------- | ------------------- |
| Gardiens   |               |                        |                   |                             |                     |
| 1          | France        | Guillaume Gauclin      | 17 juin 1981      | En Avant Guingamp           |                     |
| 16         | Côte d'Ivoire | Gérard Gnanhouan       | 12 février 1979   | ES Fréjus                   | Côte d'Ivoire       |
| 40         | France        | Jean-Marc Le Rouzic    | 14 mai 1987       | US Montagnarde              |                     |
| Défenseurs |               |                        |                   |                             |                     |
| 2          | France        | Pascal Delhommeau      | 14 août 1978      | FC Metz                     |                     |
| 3          | France        | Loïc Guillon           | 12 mai 1982       | FC Nantes                   |                     |
| 6          | France        | Patrick Leugueun       | 25 février 1981   | En Avant Guingamp           |                     |
| 8          | France        | David Martot           | 1er février 1981  | Brighton and Hove Albion FC |                     |
| 13         | France        | Sébastien Cantini      | 31 juillet 1987   | CS Sedan                    |                     |
| 20         | France        | Erwan Quintin          | 1er février 1984  | Nîmes Olympique             |                     |
| 22         | France        | Aurélien Faivre        | 22 juin 1978      | FC Libourne                 |                     |
| 25         | France        | Maxime Brillault       | 25 avril 1983     | Royal Charleroi SC          |                     |
| 26         | France        | Frédéric Duplus        | 7 avril 1990      | FC Sochaux                  | France U20          |
| 28         | Guadeloupe    | Meddy Lina             | 11 janvier 1986   | Evolucas de Petit-Bourg     | Guadeloupe          |
| Milieux    |               |                        |                   |                             |                     |
| 5          | France        | Laurent Hervé          | 19 juin 1976      | Milton Keynes Dons FC       |                     |
| 11         | Guinée        | Amara Bangoura         | 10 mars 1986      | Valenciennes FC             | Guinée              |
| 17         | Cameroun      | Valéry Mézague         | 8 décembre 1983   | FC Sochaux-Montbéliard      | Cameroun            |
| 18         | France        | Laurent Macquet        | 11 août 1979      | Grenoble Foot 38            |                     |
| 19         | France        | David Bouard           | 12 mars 1977      | Stade brestois              |                     |
| 21         | France        | Fabien Jarsalé         | 20 août 1990      | Formé au club               |                     |
| 23         | France        | Biagui Kamissoko       | 9 février 1983    | Stade de Reims              |                     |
| 31         | Maroc         | Sofiane Jenanne        | 5 avril 1990      | CS Sedan                    |                     |
| 33         | France        | Stéphane Kakou         | 20 février 1988   | AS Béziers                  |                     |
| 34         | France        | Antoine Le Tapissier   |                   | Formé au club               |                     |
| ??         | France        | Listner Pierre-Louis   | 31 janvier 1989   | Formé au club               |                     |
| Attaquants |               |                        |                   |                             |                     |
| 7          | France        | Christophe Gaffory     | 10 mai 1988       | SC Bastia                   |                     |
| 9          | France        | Nicolas Diguiny        | 31 mai 1988       | USJA Carquefou              |                     |
| 10         | France        | Mohammed Ben El Fardou | 10 juin 1989      | Le Havre AC                 |                     |
| 12         | France        | Loïc Loval             | 28 septembre 1981 | FC Utrecht                  | Guadeloupe          |
| 29         | France        | Virgile Reset          | 3 août 1985       | FC Sion                     |                     |
| 35         | France        | Vincent Le Baron       | 10 juin 1989      | Saint-Colomban Locminé      |                     |

### Effectif réserve
| N°         | Nat.       | Nom                     | Date de Naissance | Dernier Club            |
| ---------- | ---------- | ----------------------- | ----------------- | ----------------------- |
| Gardiens   |            |                         |                   |                         |
| 53         | France     | Grégory Gomis           | 4 novembre 1990   | CS Sedan                |
| 51         | France     | Sébastien Chevy-Fischer | 24 mai 1991       | Formé au club           |
| 40         | France     | Jean-Marc Le Rouzic     | 14 mai 1987       | US Montagnarde          |
| Défenseurs |            |                         |                   |                         |
|            | France     | Adrien Le Ho            | 23 août 1990      | EA Guingamp             |
|            | France     | Francis Liaigre         | 17 août 1990      | Formé au club           |
|            | France     | Aldric Danet            | 25 décembre 1989  | Formé au club           |
| 28         | Guadeloupe | Meddy Lina              | 11 janvier 1986   | Evolucas de Petit-Bourg |
|            | France     | Cheick Fanny            |                   | Formé au club           |
|            | France     | Arthur Thoby            |                   | Formé au club           |
|            | France     | Simon Fabre-Malassis    |                   | Formé au club           |
|            | France     | Kévin Aboyeji           |                   | Formé au club           |
| Milieux    |            |                         |                   |                         |
|            | France     | Zakaria Rachdi          |                   | Formé au club           |
|            | France     | Quentin Bonnet          | 8 juillet 1990    | FC Nantes               |
|            | France     | Quentin Gauthier        |                   | AJ Auxerre              |
|            | Turquie    | Emre Killing            |                   | LB Chateauroux          |
| 33         | Haïti      | Listner Pierre-Louis    | 31 janvier 1989   | Formé au club           |
| 34         | France     | Antoine Le Tapissier    |                   | Formé au club           |
|            | France     | Jérémy Pacheco          |                   | Angers SCO              |
|            | France     | Nicolas Gruet           |                   | Formé au club           |
|            | France     | Denis Mayélé            |                   | Formé au club           |
|            | France     | Rémi Musabimana         |                   | Stade de Reims          |
| Attaquants |            |                         |                   |                         |
|            | France     | Bassory Ouatarra        | 20 décembre 1989  | AS Lyon-Duchère         |
| 35         | France     | Vincent Le Baron        | 10 juin 1989      | Saint-Colomban Locminé  |
|            | France     | Kévin Le Bras           |                   | Angers SCO              |
|            | France     | Kévin Goba              | 6 juillet 1987    | Limoges FC              |
|            | France     | Charly Barvaux          |                   | FC Nantes               |
|            | France     | Benjamin Cottard        |                   | Formé au club           |

## Transferts

### Départs
| Joueur                 | Nationalité   | Poste     | Club            | Pays   | Division | Notes                 |
| Mercato d'été          |               |           |                 |        |          |                       |
| Ghislain Gimbert       | France        | Attaquant | Stade lavallois | France | Ligue 2  |                       |
| Franck Dja Djédjé      | Côte d'Ivoire | Attaquant | RC Strasbourg   | France | National | Retour de prêt        |
| Cédric Liabeuf         | France        | Milieu    | Cannes          | France | National |                       |
| Mathieu Lailler        | France        | Gardien   |                 |        |          | Arrêt                 |
| Maxime Randuineau      | France        | Défenseur | GSI Pontivy     | France | CFA 2    |                       |
| Clotaire Duclovel      | France        | Défenseur | GSI Pontivy     | France | CFA 2    |                       |
| Kemal Bourhani         | France        | Attaquant |                 |        |          |                       |
| Christophe Avezac      | France        | Milieu    |                 |        |          |                       |
| Benoit Benvegnu        | France        | Gardien   |                 |        |          | Libre de tout contrat |
| Abdoul Razzagui Camara | France        | Attaquant | Stade rennais   | France | Ligue 1  | Retour de prêt        |
| Damien Bridonneau      | France        | Défenseur |                 |        |          | Arrêt                 |
| Frédéric Sammaritano   | France        | Attaquant | AJ Auxerre      | France | Ligue 1  |                       |
| Stephen Drouin         | France        | Défenseur |                 |        |          | Arrêt                 |
| Mercato d'hiver        |               |           |                 |        |          |                       |
| Yohann Rivière         | France        | Attaquant | Le Havre AC     | France | Ligue 2  |                       |

### Arrivées
| Joueur                  | Nationalité | Poste          | Club               | Pays     | Division        | Notes          |
| Mercato d'été           |             |                |                    |          |                 |                |
| Guillaume Gauclin       | France      | Gardien de but | EA Guingamp        | France   | Ligue 2         |                |
| Jean-Marc Le Rouzic     | France      | Gardien de but | US Montagnarde     | France   | CFA 2           |                |
| El Fardou Ben Nabouhane | France      | Attaquant      | Le Havre AC        | France   | Ligue 2         | Prêt           |
| Sofiane Jenanne         | Maroc       | Attaquant      | CS Sedan           | France   | Ligue 2         |                |
| Christophe Gaffory      | France      | Attaquant      | SC Bastia          | France   | Ligue 2         |                |
| David Bouard            | France      | Milieu         | Stade brestois     | France   | Ligue 2         |                |
| Sébastien Cantini       | France      | Défenseur      | CS Sedan           | France   | Ligue 2         | Prêt           |
| Yohann Rivière          | France      | Attaquant      | FC Istres          | France   | Ligue 2         |                |
| Loïc Loval              | France      | Attaquant      | FC Utrecht         | Pays-Bas | D1 néerlandaise |                |
| Grégory Gomis           | France      | Gardien        | CS Sedan           | France   | CFA 2           | Groupe Espoirs |
| Mercato d'hiver         |             |                |                    |          |                 |                |
| Maxime Brillault        | France      | Défenseur      | Royal Charleroi SC | Belgique | D1 belge        |                |
| Frédéric Duplus         | France      | Défenseur      | FC Sochaux         | France   | Ligue 1         | Prêt           |
| Amara Bangoura          | Guinée      | Milieu         | Valenciennes FC    | France   | Ligue 1         |                |
| Stéphane Kakou          | France      | Milieu         | AS Béziers         | France   | CFA             |                |

## Parcours

### Ligue 2
Classement par journée
| Date              | Jour | Adversaire       | Lieu | Score | Rapport                                                                | Buteurs du VOC                                         | Buteurs adverses                                                    | Class. | Points | Public |
| 6 août 2010       | J01  | ES Troyes AC     | Dom. | 1 - 0 | « Rapport »(Archive.org • Wikiwix • Archive.is • Google • Que faire ?) | Sammaritano (4e)                                       |                                                                     | 6e     | 3      | 3 501  |
| 13 août 2010      | J02  | Évian TG FC      | Ext. | 4 - 0 | Rapport                                                                |                                                        | Adnane (22e) Farina (36e) Bouby pen. (38e) Faivre csc (75e)         | 11e    | 3      | 4 178  |
| 17 août 2010      | J03  | Stade lavallois  | Dom. | 2 - 1 | Rapport                                                                | Loval (27e) Leugueun (40e)                             | Lebouc (13e)                                                        | 3e     | 6      | 4 200  |
| 20 août 2010      | J04  | FC Metz          | Ext. | 1 - 0 | Rapport                                                                |                                                        | Diaz (39e)                                                          | 9e     | 6      | 6 661  |
| 27 août 2010      | J05  | FC Nantes        | Ext. | 2 - 0 | Rapport                                                                |                                                        | Djilobodji (25e) Djordjevic (69e)                                   | 13e    | 6      | 11 010 |
| 10 septembre 2010 | J06  | Stade de Reims   | Dom. | 4 - 1 | Rapport                                                                | Loval (32e) Reset (44e, 52e) Macquet (74e)             | Deaux (83e)                                                         | 9e     | 9      | 3 156  |
| 17 septembre 2010 | J07  | AC Ajaccio       | Ext. | 3 - 0 | Rapport                                                                |                                                        | Socrier (58e) Rivière (85e) Medjani pen. (90e+2)                    | 11e    | 9      | 2 729  |
| 24 septembre 2010 | J08  | Tours FC         | Dom. | 0 - 0 | Rapport                                                                |                                                        |                                                                     | 13e    | 10     | 4 402  |
| 1er octobre 2010  | J09  | Grenoble Foot 38 | Ext. | 1 - 2 | Rapport                                                                | Faivre pen. (55e) Diguiny (83e)                        | Mandrichi pen. (41e)                                                | 10e    | 13     | 4 840  |
| 15 octobre 2010   | J10  | Châteauroux      | Dom. | 0 - 1 | Rapport                                                                |                                                        | Lafourcade (78e)                                                    | 11e    | 13     | 4 004  |
| 19 octobre 2010   | J11  | Dijon FCO        | Ext. | 4 - 1 | Rapport                                                                | Rivière pen. (83e)                                     | Bérenguer (8e) Paulle (24e) Mandanne (40e) Caceres (74e)            | 14e    | 13     | 5 185  |
| 22 octobre 2010   | J12  | US Boulogne CO   | Dom. | 0 - 0 | Rapport                                                                |                                                        |                                                                     | 15e    | 14     | 3 560  |
| 29 octobre 2010   | J13  | CS Sedan         | Ext. | 4 - 0 | Rapport                                                                |                                                        | Fauvergue (32e) Karaboué (45+3e) Allart pen. (62e) Karaboué (90+2e) | 15e    | 14     | 19 199 |
| 5 novembre 2010   | J14  | Clermont Foot    | Dom. | 1 - 1 | Rapport                                                                | Rivière pen. (55e)                                     | Privat pen. (32e)                                                   | 15e    | 15     | 2 797  |
| 12 novembre 2010  | J15  | FC Istres        | Ext. | 3 - 0 | Rapport                                                                |                                                        | Palmieri (67e) Dielna (70e) Palmieri (78e)                          | 17e    | 15     | 1 670  |
| 26 novembre 2010  | J16  | Angers SCO       | Dom. | 0 - 0 | Rapport                                                                |                                                        |                                                                     | 17e    | 16     | 3 048  |
| 3 décembre 2010   | J17  | Nîmes Olympique  | Ext. | 2 - 1 | Rapport                                                                | Hervé (28e)                                            | Gigliotti (58e) Moukandjo (90+1re)                                  | 18e    | 16     | 6 237  |
| 17 décembre 2010  | J18  | Le Havre AC      | Dom. | 1 - 1 | Rapport                                                                | Loval (57e)                                            | Jovial (18e)                                                        | 17e    | 17     | 3 199  |
| 21 décembre 2010  | J19  | Le Mans FC       | Ext. | 0 - 1 | Rapport                                                                | Reset (68e)                                            |                                                                     | 17e    | 20     | 7 645  |
| 15 janvier 2011   | J20  | Évian TG FC      | Dom. | 2 - 2 | Rapport                                                                | Gaffory (35e) Quintin (38e)                            | Bérigaud (41e) pen. Angoula (60e)                                   | 17e    | 21     | 3 026  |
| 29 janvier 2011   | J21  | Stade lavallois  | Ext. | 1 - 0 | Rapport                                                                |                                                        | Gimbert (85e)                                                       | 18e    | 21     | 5 218  |
| 5 février 2011    | J22  | FC Metz          | Dom. | 1 - 2 | Rapport                                                                | Martot (17e)                                           | Guerriero (29e) Duhamel (69e)                                       | 19e    | 21     | 2 760  |
| 12 février 2011   | J23  | FC Nantes        | Dom. | 1 - 0 | Rapport                                                                | Mézague (58e)                                          |                                                                     | 18e    | 24     | 4 959  |
| 18 février 2011   | J24  | Stade de Reims   | Ext. | 3 - 1 | Rapport                                                                | Hervé (52e)                                            | Courtet (22e) Gamboa (24e) Fortes (90+1re)                          | 19e    | 24     | 7 767  |
| 25 février 2011   | J25  | AC Ajaccio       | Dom. | 0 - 1 | Rapport                                                                |                                                        | Socrier (63e)                                                       | 19e    | 24     | 3 356  |
| 4 mars 2011       | J26  | Tours FC         | Ext. | 2 - 0 | Rapport                                                                |                                                        | Song (28e) Blayac (82e)                                             | 19e    | 24     | 5 006  |
| 11 mars 2011      | J27  | Grenoble Foot 38 | Dom. | 1 - 1 | Rapport                                                                | Reset (50e)                                            | Matsui (15e)                                                        | 19e    | 25     | 4 209  |
| 18 mars 2011      | J28  | Châteauroux      | Ext. | 0 - 2 | Rapport                                                                | Reset (30e) Faivre (77e) pen.                          |                                                                     | 19e    | 28     | 6 505  |
| 1er avril 2011    | J29  | Dijon FCO        | Dom. | 2 - 4 | Rapport                                                                | Macquet (18e) Martot (86e)                             | Mandanne (49e) Ribas (59e) (60e) Sankharé (80e)                     | 19e    | 28     | 4 326  |
| 8 avril 2011      | J30  | US Boulogne CO   | Ext. | 0 - 1 | Rapport                                                                | Diguiny (25e)                                          |                                                                     | 19e    | 31     | 9 413  |
| 15 avril 2011     | J31  | CS Sedan         | Dom. | 0 - 3 | Rapport                                                                |                                                        | Fauvergue (14e) (17e) Eudeline (43e)                                | 19e    | 31     | 4 504  |
| 22 avril 2011     | J32  | Clermont Foot    | Ext. | 1 - 0 | Rapport                                                                |                                                        | Privat                                                              | 19e    | 31     | 3 774  |
| 29 avril 2011     | J33  | FC Istres        | Dom. | 2 - 2 | Rapport                                                                | Hervé (64e) Diguiny (90e)                              | Adeílson (6e) Lejeune (10e)                                         | 19e    | 32     | 3 731  |
| 6 mai 2011        | J34  | Angers SCO       | Ext. | 3 - 0 | Rapport                                                                |                                                        | Charbonnier (37e) Keserü (43e) Diers (54e)                          | 19e    | 32     | 6 112  |
| 10 mai 2011       | J35  | Nîmes Olympique  | Dom. | 3 - 1 | Rapport                                                                | Mohamed (13e) (33e) Reset (85e)                        | Mostefa (5e)                                                        | 19e    | 35     | 4 048  |
| 13 mai 2011       | J36  | Le Havre AC      | Ext. | 3 - 4 | Rapport                                                                | Diguiny (6e) Mohamed (57e) pen. (71e) Jarsalé (73e)    | Nestor (24e) Rivière (45e) Jovial (68e)                             | 18e    | 38     | 6 696  |
| 20 mai 2011       | J37  | Le Mans FC       | Dom. | 4 - 3 | Rapport                                                                | Quintin (59e) Duplus (75e) Jarsalé (86e) Reset (90+2e) | Helstad (11e) (21e) Pote (85e)                                      | 18e    | 41     | 6 215  |
| 27 mai 2011       | J38  | ES Troyes AC     | Ext. | 0 - 1 | Rapport                                                                | Quintin (71e)                                          |                                                                     | 18e    | 44     | 14 742 |

### Matchs amicaux
9 juillet 2010
Challenge Paul Le Hesran, première journée
Challenge Paul Le Hesran, deuxième journée
21 juillet 2010
24 juillet 2010
3 septembre 2010
8 octobre 2010
2 janvier 2011
21 janvier 2011
24 mars 2011

### Coupe de France
Septième tour
Huitième tour
1/32e de finale

### Coupe de la Ligue
Premier tour
Deuxième tour

## Statistiques

### Statistiques collectives en Ligue 2
|                                  | Matchs à domicile | Matchs à l'extérieur                                                                       | Global |
| -------------------------------- | --- | ------------------------------------------------------------------------------------------ | --- |
| Victoires                        | 6 | 6                                                                                          | 12 |
| Nuls                             | 8 | 0                                                                                          | 7 |
| Défaites                         | 5 | 13                                                                                         | 18 |
| Buts marqués                     | 25 | 14                                                                                         | 39 |
| Bus encaissés                    | 24 | 37                                                                                         | 61 |
| Victoires consécutives           | 3 J01 à J06 | 2 J28 à J30 & J36 à J38                                                                    | 4 J35 à J38 |
| Nuls consécutifs                 | 5 J12 à J20 | 0                                                                                          | 1 |
| Défaites consécutives            | 2 J29 à J31 | 4 J02 à J07 & J11 à J17                                                                    | 3 J24 à J26 |
| Matchs consécutifs sans défaite  | 5 J12 à J20 | 2 J28 à J30 & J36 à J38                                                                    | 4 J35 à J38 |
| Matchs consécutifs sans victoire | 6 J08 à J18 | 4 J02 à J07 & J11 à J17                                                                    | 9 J10 à J18 |
| Buteurs                          | Reset (5) Loval (3) Macquet (2) Martot (2) Mohamed (2) Quintin (2) Sammaritano (1) Leugueun (1) Rivière (1) Gaffory (1) Mézague (1) Hervé (1) Diguiny (1) Duplus (1) Jarsalé (1) | Diguiny (3) Hervé (2) Reset (2) Faivre (2) Mohamed (2) Rivière (1) Jarsalé (1) Quintin (1) | Reset (7) Diguiny (4) Mohamed (4) Loval (3) Hervé (3) Quintin (3) Rivière (2) Faivre (2) Macquet (2) Martot (2) Jarsalé (2) Sammaritano (1) Leugueun (1) Gaffory (1) Mézague (1) Duplus (1) |

### Statistiques individuelles en championnat
| Numéro | Nat. | Nom          | Championnat | Championnat | Championnat | Championnat  |
| Numéro | Nat. | Nom          | M.j.        | But inscrit | Averti      | Carton rouge |
| ------ | ---- | ------------ | ----------- | ----------- | ----------- | ------------ |
| 1      |      | Gauclin      | 34          | 0           | 0           | 0            |
| 2      |      | Delhommeau   | 9           | 0           | 1           | 0            |
| 3      |      | Guillon      | 6           | 0           | 1           | 0            |
| 5      |      | Hervé        | 28          | 3           | 5           | 1            |
| 6      |      | Leugueun     | 20          | 1           | 7           | 0            |
| 7      |      | Gaffory      | 5           | 1           | 0           | 0            |
| 8      |      | Martot       | 26          | 2           | 2           | 0            |
| 9      |      | Diguiny      | 32          | 4           | 5           | 0            |
| 10     |      | Mohamed      | 24          | 4           | 1           | 0            |
| 11     |      | Bangoura     | 10          | 0           | 1           | 0            |
| 12     |      | Loval        | 19          | 3           | 8           | 1            |
| 13     |      | Cantini      | 24          | 0           | 1           | 0            |
| 14     |      | Riviere      | 17          | 2           | 4           | 1            |
| 16     |      | Gnanhouan    | 4           | 0           | 0           | 0            |
| 17     |      | Mézague      | 14          | 1           | 2           | 0            |
| 18     |      | Macquet      | 23          | 2           | 1           | 0            |
| 19     |      | Bouard       | 23          | 0           | 4           | 0            |
| 20     |      | Quintin      | 33          | 3           | 3           | 0            |
| 21     |      | Jarsalé      | 24          | 2           | 4           | 0            |
| 22     |      | Faivre       | 34          | 2           | 5           | 0            |
| 23     |      | Kamissoko    | 8           | 0           | 3           | 0            |
| 25     |      | Brillault    | 17          | 0           | 0           | 0            |
| 26     |      | Duplus       | 15          | 1           | 3           | 0            |
| 27     |      | Drouin       | 0           | 0           | 0           | 0            |
| 28     |      | Lina         | 0           | 0           | 0           | 0            |
| 29     |      | Reset        | 34          | 7           | 4           | 0            |
| 31     |      | Jennane      | 0           | 0           | 0           | 0            |
| 33     |      | Kakou        | 6           | 0           | 0           | 0            |
| 34     |      | Letapissier  | 0           | 0           | 0           | 0            |
| 35     |      | Le Baron     | 13          | 0           | 0           | 0            |
| 40     |      | Le Rouzic    | 0           | 0           | 0           | 0            |
| ??     |      | Pierre-Louis | 0           | 0           | 0           | 0            |
| ??     |      | Le Bras      | 1           | 0           | 0           | 0            |
| ??     |      | Mayélé       | 1           | 0           | 0           | 0            |
| ??     |      | Montout      | 1           | 0           | 0           | 0            |
| ??     |      | Cottard      | 1           | 0           | 0           | 0            |
| ??     |      | Coquard      | 1           | 0           | 0           | 0            |
| 11     |      | Sammaritano  | 4           | 1           | 1           | 0            |

## Autres équipes

### Équipe réserve
L'équipe réserve évolue en Division d'Honneur lors de la saison 2010-2011. Les hommes de Lionel Crenn terminent la saison à la deuxième place de leur groupe. Meilleurs seconds, les joueurs de l'équipe réserve joueront le CFA 2 lors de la saison suivante.